# Marathon van Seoel 1998
De marathon van Seoel 1998 (ook wel Dong A) werd gelopen op zondag 29 maart 1998. Het was de 54e editie van deze marathon.
De Koreaan Yi-Yong Kim kwam bij de mannen als eerste over de streep in 2:12.24. De Koreaanse Mi-Ja Oh won bij de vrouwen in 2:37.16.

## Uitslagen

### Mannen
| rang   | naam          | land | tijd    |
| ------ | ------------- | ---- | ------- |
| Goud   | Yi-Yong Kim   | KOR  | 2:12.24 |
| Zilver | Seung-Do Baek | KOR  | 2:13.48 |
| Brons  | Ki-Sik Chang  | KOR  | 2:17.38 |

### Vrouwen
| rang   | naam          | land | tijd    |
| ------ | ------------- | ---- | ------- |
| Goud   | Mi-Ja Oh      | KOR  | 2:37.16 |
| Zilver | Hae-Soon Kwak | KOR  | 2:38.26 |
| Brons  | Ok-Yong Soo   | KOR  | 2:39.31 |
| 4      | Hae-Jong Kim  | PRK  | 2:42.57 |
| 5      | Jung-Hee Oh   | KOR  | 2:47.55 |

1964 ·
1965 ·
1966 ·
1967 ·
1968 ·
1969 ·
1970 ·
1971 ·
1972 ·
1973 ·
1974 ·
1975 ·
1976 ·
1977 ·
1978 ·
1979 ·
1980 ·
1981 ·
1982 ·
1983 ·
1984 ·
1985 ·
1986 ·
1987 ·
1988 ·
1989 ·
1990 ·
1991 ·
1992 ·
1993 ·
1994 ·
1995 ·
1996 ·
1997 ·
1998 ·
1999 ·
2000 ·
2001 ·
2002 ·
2003 ·
2004 ·
2005 ·
2006 ·
2007 ·
2008 ·
2009 ·
2010 ·
2011 · 
2012 · 
2013 · 
2014 · 
2015 · 
2016 ·  
2017